# Nicolas Bochatay
Pour les articles homonymes, voir Bochatay.
Nicolas Bochatay est un skieur suisse spécialisé dans le ski de vitesse né le 27 août 1964 dans le canton du Valais et mort le 22 février 1992 aux Arcs.

## Biographie
Nicolas Bochatay est sacré champion de Suisse de ski de vitesse en 1991.
Le ski de vitesse est dans le programme des Jeux olympiques de 1992 d'Albertville en tant que sport de démonstration. L'épreuve se déroule à la station de sports d'hiver des Arcs. 13e des qualifications, il meurt à l'âge de 27 ans lors d'un entraînement juste avant la finale de ski de vitesse, en percutant une dameuse sur une piste publique.
Il était marié et père de deux enfants.
Sa tante Fernande Bochatay est une skieuse alpine médaillée de bronze olympique.